# Donji Murići
Donji Murići (en serbe cyrillique : Доњи Мурићи; en albanais: Muriqi i Poshtëm) est un village du sud du Monténégro, dans la municipalité de Bar.

## Démographie

### Évolution historique de la population
| 1948 | 1953 | 1961 | 1971 | 1981 | 1991 | 2003 |
| ---- | ---- | ---- | ---- | ---- | ---- | ---- |
| 232  | 249  | 246  | 260  | 312  | 279  | 125  |